# Rokytno (Nové Město na Moravě)
Rokytno (německy Rokitno) je vesnice, část města Nové Město na Moravě v okrese Žďár nad Sázavou. Nachází se asi 3 km na sever od Nového Města na Moravě. Prochází zde silnice II/354. V roce 2009 zde bylo evidováno 127 adres. V roce 2001 zde trvale žilo 222 obyvatel.
Rokytno leží v katastrálním území Rokytno na Moravě o rozloze 6,02 km2.
V roce 1881 se v obci narodil Otakar Šín, český hudební skladatel, teoretik a pedagog.
V polích za vsí se nachází tvrz chráněná jako kulturní památka České republiky.